# George Herbert (5. hrabia Carnarvon)

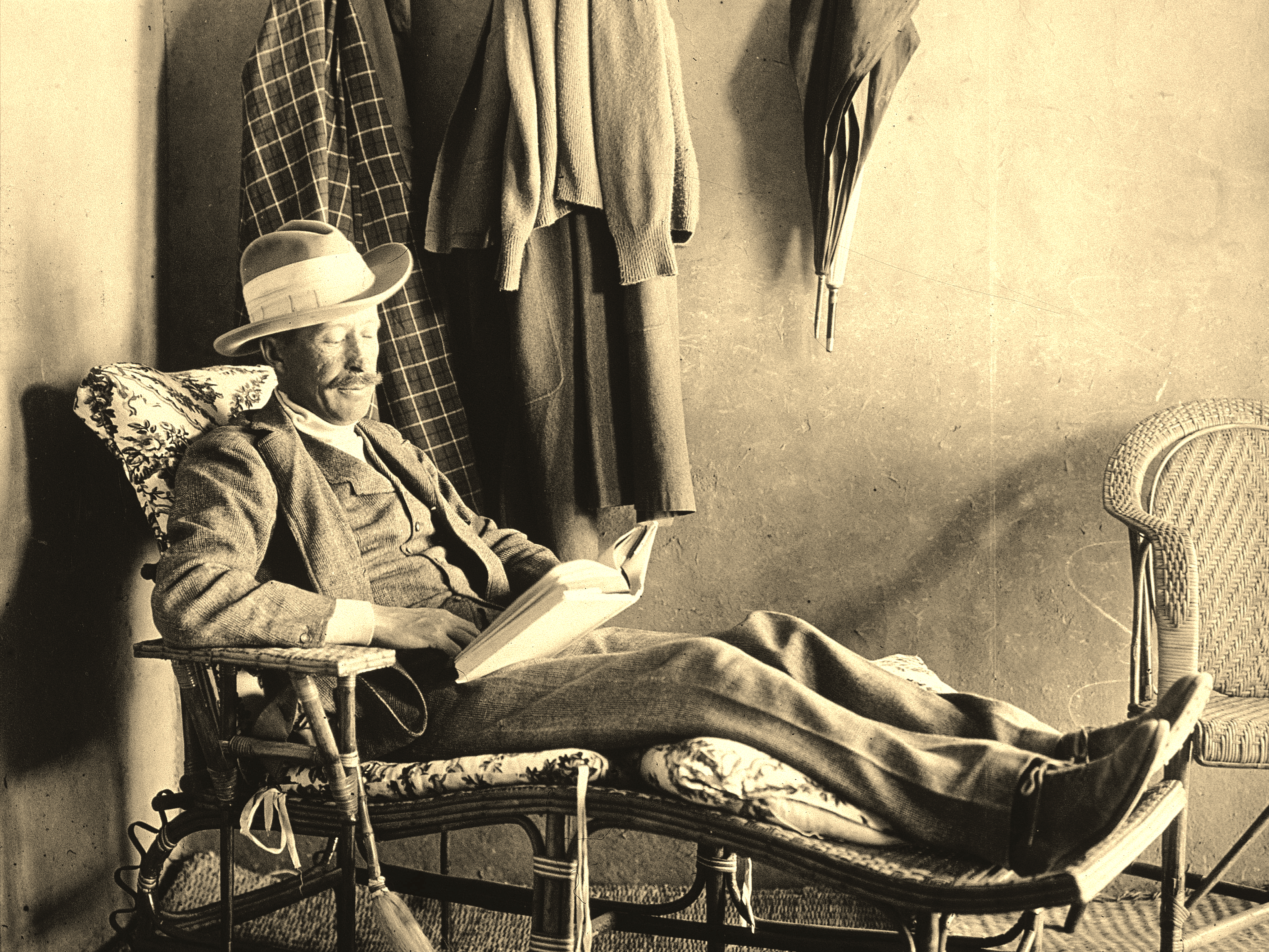
George Herbert, 5. hrabia Carnarvon

George Edward Stanhope Molyneux Herbert, 5 Earl of Carnarvon (ur. 26 czerwca 1866 w posiadłości rodzinnej Highclere Castle w Hampshire, zm. 5 kwietnia 1923 w Kairze) – angielski egiptolog, arystokrata, wicehrabia Porchester. 
Pochodził z bardzo majętnej, ziemiańskiej rodziny z wielowiekowymi tradycjami. Edukację rozpoczął od uczęszczania do lokalnej, publicznej szkoły, położonej nieopodal rodzinnej posiadłości. Wkrótce jednak ją opuścił i dalszą naukę pobierał w rodzinnym domu, by wkrótce dostać się do Eton. W wyniku niewielkich postępów, jakie tam czynił, zmuszony był opuścić i tę szkołę. Po opuszczeniu Eton kontynuował naukę ponownie w lokalnej szkole, by wkrótce, z niezwykłym entuzjazmem, podjąć naukę w szkołach przygotowawczych o przyspieszonym kursie nauczania, w Londynie i Niemczech, z zamiarem kontynuowania nauki w szkołach wojskowych. Niebawem jednak nadzieje na karierę wojskową przepadły i szczęśliwym zbiegiem okoliczności udało mu się dostać do Trinity College na Uniwersytecie Cambridge. W uczelni spędził jedynie dwa lata, nie uzyskując promocji. W tym okresie rozpoczął kolekcjonowanie grafik, głównie francuskich, stając się ich znawcą, potrafiącym z zadziwiającym wyczuciem wykorzystywać okazje w ich zakupie. Po opuszczeniu uczelni owładnęła nim pasja podróżowania. W siedmioletnim okresie najpierw pożeglował wokół kuli ziemskiej. Przemierzając niespełna cały dystans, znalazł się w Afryce południowej, następnie pożeglował do Australii i kolejno do Japonii, by później powrócić do Europy, przemierzając Turcję, Włochy, Niemcy i Francję.
Następną podróż odbył do Stanów Zjednoczonych, przemierzając kontynent od oceanu do oceanu. Jego częste powroty do rodzinnego Highclere przerywane były krótkimi wypadami do Paryża, Hanoweru czy Konstantynopola. Tytuł Earl of Carnarvon odziedziczył w 1890 roku, w wieku niespełna 24 lat. 26 czerwca 1895 roku poślubił Alminę Victorię Marię Alexandrę Wombwell, córkę Marii Boyer i Frederika Charlesa Wombwella. Ze związku tego wkrótce narodziło się dwoje dzieci: starszy syn Henryk i młodsza córka Evelyn, późniejsza wierna towarzyszka ojcowskich wypraw i prac wykopaliskowych w Egipcie. Poza podróżowaniem równie głęboko pasjonowały go wyścigi konne. Stał się jednym z najbardziej znanych właścicieli stajni wyścigowych.
Dał się również poznać z niepohamowanej pasji do szybkiej jazdy samochodami, co było przyczyną wypadku, do którego doszło w 1901 roku w Niemczech. Był wtedy o krok od śmierci i tylko natychmiastowa pomoc jego kierowcy uratowała mu życie. Jednakże odniesione urazy pozostawiły trwałe ślady na jego kondycji. Nigdy już nie odzyskał pełni sił i zdrowia. Wydarzenia te odmieniły także jego psychikę. W 1903 roku zgodnie z zaleceniem lekarza wyjechał do Egiptu dla podratowania zdrowia. Starożytna cywilizacja i ślady jej minionej wielkości wprost go olśniły.
Owładnęła nim nowa pasja – pasja wykopalisk. Powracał do Egiptu każdej zimy. W 1906 roku uzyskał od Departamentu Służby Starożytności koncesję na prowadzenie wykopalisk w rejonie na zachód od Luksoru, nieopodal Doliny Królów. Nie posiadając fachowego przygotowania do tego typu prac, Carnarvon prowadził wykopaliska z wielkim zapałem, lecz w sposób całkowicie amatorski i chaotyczny. Nic więc dziwnego, że wysiłki te spełzły na niczym i im więcej przesypywano gruzu skalnego i pyłu oraz im więcej wylewano potu, tym bardziej rosło w lordzie Carnarvonie przekonanie o konieczności zaangażowania do dalszych poszukiwań specjalisty. Tym asystentem, specjalistą, niebawem został Howard Carter. Tak oto los zetknął dwu Anglików, którym dane było dokonać jednego z najdonioślejszych odkryć w historii archeologii i egiptologii.
Wspólną pracę rozpoczęli z początkiem 1907 roku. Charakteryzowała ją rywalizacja z Theodorem Davisem, również poszukującym grobowca Tutanchamona, oraz konieczność pokonywania niezliczonych problemów, głównie ze strony władz egipskich oraz Departamentu Służby Starożytności. 26 listopada 1922 roku późnym wieczorem ich trud został wynagrodzony. To wtedy zostały wypowiedziane dwa słynne, krótkie zdania: 
„Widzi pan coś?” – spytał zniecierpliwiony lord Carnarvon.
„Tak, cudowne rzeczy” – odparł, nie mogący złapać tchu, Carter.
Carnarvonowi nie było dane ukończyć prac w grobowcu. Zmarł niespodziewanie w kilka miesięcy po dokonaniu odkrycia. Przyczyną zgonu było postępujące zakażenie krwi, prowadzące do ostrego zapalenia płuc, w wyniku skaleczenia podczas golenia miejsca po ukąszeniu komara. Jego śmierć zainspirowała dziennikarzy do wymyślenia legendy o klątwie Tutanchamona.